# 13980 Neuhauser
13980 Neuhauser è un asteroide della fascia principale. Scoperto nel 1992, presenta un'orbita caratterizzata da un semiasse maggiore pari a 2,6656648 UA e da un'eccentricità di 0,1775936, inclinata di 10,90117° rispetto all'eclittica.